# Chaudfontaine (eau)
 (juillet 2025).
Si vous disposez d'ouvrages ou d'articles de référence ou si vous connaissez des sites web de qualité traitant du thème abordé ici, merci de compléter l'article en donnant les références utiles à sa vérifiabilité et en les liant à la section « Notes et références ».
Pour les articles homonymes, voir Chaudfontaine (homonymie).
Pour les articles ayant des titres homophones, voir Chaudefontaine.
Chaudfontaine est une marque d'eau minérale belge commercialisée à partir de 1924 par la Société Eau minérale de Chaudfontaine et rachetée en 2003 par le groupe agroalimentaire américain Coca-Cola, division Eaux.
Sa source se situe dans la commune belge éponyme Chaudfontaine, en Région wallonne dans la province de Liège.

## Caractéritiques et composition chimique
- Chaudfontaine est une eau minérale naturelle carbonatée faiblement minéralisée.
- L'eau de Chaudfontaine jaillit à la source à une température de 36,6 °C après son transfert rapide d'une profondeur de 1 600 m.
- Résidu sec à 180 °C: 385 mg/L
- pH : 7,6

| Ions                | Concentration (mg/L) |
| ------------------- | -------------------- |
| Calcium (Ca2+)      | 65                   |
| Magnésium (Mg2+)    | 18                   |
| Sodium (Na+)        | 44                   |
| Potassium (K+)      | 2,5                  |
| Sulfate (SO42−)     | 40                   |
| Bicarbonate (HCO3−) | 305                  |
| Nitrate (NO3−)      | < 0,1                |
| Fluorure (F−)       | 0,4                  |

## Historique

### Débuts
- En 1696, les premiers bains de Chaudfontaine sont créés par Simon Sauveur aidé du docteur Werner Xhrouet.
- En 1714, Werner Xhrouet publie un ouvrage sur la connaissance des eaux minérales de Chaudfontaine, Spa et Aix-la-Chapelle.
- Le premier établissement thermal est construit en 1725. L'eau est utilisée principalement dans un but thermal.
- Une bouteille de 1729 porte la mention "eau de Chaudfontaine".
- En 1924, l'eau est conditionnée en bouteilles par la société Eau minérale thermale de Chaudfontaine, appartenant à la famille Canter, installée rive gauche de la Vesdre.
- 1926, Une nouvelle société d'embouteillage S.A. cristal Chaudfontaine s'installe rive droite de la Vesdre et appartient au bourgmestre de l'époque: William Grisard.
- En mai 1935, la société  S.A. cristal Chaudfontaine demande l'autorisation d'un dépôt de bonbonnes de gaz pour la fabrication d'eaux gazeuses, suivi de quelques semaines par la même demande de la société Eau minérale thermale de Chaudfontaine.
- 1939, La commune rachète les biens de la société Eau minérale thermale de Chaudfontaine mais qui conserve ses droits d'exploitation d'embouteillage de l'eau, qui rapidement sera mise en liquidation.

### Après-guerre
- En 1950, La société Cristal Chaudfontaine signe avec la commune un accord d'exclusivité de l'embouteillage et devient S.A Chaudfontaine-monopole.
- 1955, la Fédération thermale est fondée par Arthur Haulot, commissaire général au tourisme belge; elle regroupe Ostende, Spa et Chaudfontaine
- 1962, Rachat de la société par le groupe Piedbœuf de Jupille et construction d'une nouvelle usine en 1968 possédant 4 lignes automatisées de soutirage-embouteillage.
- 1972, Les bouteilles en verre sont remplacées par des bouteilles en PVC.
- De 1973 à 1976, Agrandissement des halls de stockage dû à l'accroissement de production.
- 1977, 200 millions de litres sont vendus.
- 1988, Fusion du groupe Piedbœuf avec la société Stella Artois et forme le groupe Interbrew.
- 1997, le groupe Interbrew se sépare de la société Chaudfontaine-Monopole, qui est rachetée par Abbas Bayat.
- le 1er juin 2003, Coca-Cola Belgique du groupe The Coca-Cola Company acquiert Chaudfontaine. S'ensuivent des transformations importantes au sein de l'usine. En même temps, les bouteilles d'eau de Chaudfontaine sont introduites dans les distributeurs de boissons « Coca-Cola ». Il fut un temps envisagé de commercialiser l'eau sous la marque générique Dasani, ce qui ne se fit pas à la suite d'une polémique en 2004[1].

## Chiffres et produits
- 200 salariés
- 12.000.000 de casiers d'eau vendus en Belgique, France et Pays-Bas
- L'eau Chaudfontaine est proposé en:
  - Eau minérale
  - Eau minérale légèrement pétillante
  - Eau minérale pétillante
  - Soda à base d'eau minérale (Limo)